# Jean Abeillé
Pour les articles homonymes, voir Abeillé.
Jean Abeillé est un acteur français, né le 7 septembre 1938 à Annecy .
Il est surtout connu en tant que second rôle dans les films de Jean-Pierre Mocky. Il a également été un personnage récurrent de la chaîne de télévision La Sept où il a fait environ 3 000 apparitions humoristiques, ainsi qu'aux débuts d'Arte.

## Filmographie
Sauf indication contraire, les informations mentionnées dans cette section peuvent être confirmées par les bases de données cinématographiques  présentes dans la section « Liens externes ».

### Cinéma

#### Longs métrages
- 1972 : Chut ! de Jean-Pierre Mocky
- 1972 : Elle court, elle court la banlieue de Gérard Pirès
- 1972 : Sex-shop de Claude Berri
- 1972 : Le Moine d'Ado Kyrou
- 1974 : Le Fantôme de la liberté de Luis Buñuel
- 1974 : L'important c'est d'aimer d'Andrzej Żuławski
- 1974 : Deux grandes filles dans un pyjama de Jean Girault
- 1974 : Un linceul n'a pas de poches de Jean-Pierre Mocky
- 1974 : Borsalino and Co de Jacques Deray
- 1974 : Vous ne l'emporterez pas au paradis de François Dupont-Midy
- 1974 : Le Crime de l'Orient-Express de Sidney Lumet
- 1974 : Zig-Zig de László Szabó
- 1975 : La Fille du garde-barrière de Jérôme Savary
- 1975 : Flic Story de Jacques Deray
- 1975 : L'Ibis rouge de Jean-Pierre Mocky
- 1975 : L'Ordinateur des pompes funèbres de Gérard Pirès
- 1975 : Cours après moi que je t'attrape de Robert Pouret
- 1975 : Les Derniers Mots de Picasso de Gaspard de Chavagnac
- 1976 : L'Apprenti salaud de Michel Deville
- 1976 : Un type comme moi ne devrait jamais mourir de Michel Vianey
- 1976 : Un éléphant ça trompe énormément de Yves Robert
- 1976 : Si c'était à refaire de Claude Lelouch
- 1976 : Drôles de zèbres de Guy Lux
- 1977 : Le Roi des bricoleurs de Jean-Pierre Mocky
- 1977 : Diabolo menthe de Diane Kurys
- 1977 : La Tortue sur le dos de Luc Béraud
- 1977 : Le piège à cons de Jean-Pierre Mocky
- 1977 : Nous irons tous au paradis de Yves Robert
- 1978 : Robert et Robert de Claude Lelouch
- 1978 : Vas-y maman de Nicole de Buron
- 1979 : La Dérobade de Daniel Duval
- 1979 : Le Piège à cons de Jean-Pierre Mocky
- 1979 : Litan : La cité des spectres verts de Jean-Pierre Mocky
- 1980 : Le Dernier Métro de François Truffaut
- 1982 : Les Trois couronnes du matelot de Raoul Ruiz
- 1983 : À mort l'arbitre de Jean-Pierre Mocky
- 1983 : Rue barbare de Gilles Béhat
- 1985 : Vive le fric !  (Les surdoués du hold-up) de Raphaël Delpard
- 1985 : Le Pactole de Jean-Pierre Mocky
- 1985 : La Machine à découdre de Jean-Pierre Mocky
- 1986 : Le Miraculé de Jean-Pierre Mocky
- 1987 : Agent trouble de Jean-Pierre Mocky
- 1987 : Vent de panique de Bernard Stora
- 1987 : Les Saisons du plaisir de Jean-Pierre Mocky
- 1987 : La Comédie du travail de Luc Moullet, Hassan Ezzedine et Antonietta Pizzorno
- 1987 : Mécaniques célestes de Fina Torres
- 1988 : Une nuit à l'Assemblée nationale de Jean-Pierre Mocky
- 1988 : Divine enfant de Jean-Pierre Mocky
- 1988 : La Nuit où je mourus de Patrick Granier
- 1989 : Il gèle en enfer de Jean-Pierre Mocky
- 1989 : La Révolution française de Robert Enrico
- 1990 : Sushi sushi de Laurent Perrin
- 1992 : Bonsoir de Jean-Pierre Mocky
- 1992 : Parpaillon de Luc Moullet
- 1996 : Alliance cherche doigt de Jean-Pierre Mocky
- 1997 : Robin des mers de Jean-Pierre Mocky
- 1997 : Vidange de Jean-Pierre Mocky
- 1998 : Tout est calme de Jean-Pierre Mocky
- 1999 : Le Glandeur de Jean-Pierre Mocky
- 2000 : La Bête de miséricorde de Jean-Pierre Mocky
- 2001 : Les Araignées de la nuit de Jean-Pierre Mocky
- 2003 : Le Furet de Jean-Pierre Mocky
- 2003 : Jean Senac, forgeron du soleil d'Ali Akika
- 2004 : Grabuge ! de Jean-Pierre Mocky
- 2004 : Touristes ? Oh yes ! de Jean-Pierre Mocky
- 2004 : Les Ballets écarlates de Jean-Pierre Mocky
- 2005 : Le Bénévole de Jean-Pierre Mocky
- 2006 : Le Deal de Jean-Pierre Mocky
- 2006 : Le Prestige de la mort de Luc Moullet
- 2010 : Eden à l'ouest de Costa-Gavras
- 2011 : Les Insomniaques de Jean-Pierre Mocky
- 2011 : Crédit pour tous de Jean-Pierre Mocky
- 2011 : Le Dossier Toroto de Jean-Pierre Mocky
- 2012 : Le Mentor de Jean-Pierre Mocky
- 2012 : À votre bon cœur, mesdames de Jean-Pierre Mocky
- 2012 : Dors mon lapin de Jean-Pierre Mocky
- 2013 : Le Renard jaune de Jean-Pierre Mocky
- 2014 : Calomnies de Jean-Pierre Mocky
- 2015 : Les Compagnons de la pomponette de Jean-Pierre Mocky
- 2016 : Le Cabanon rose de Jean-Pierre Mocky
- 2016 : Rouges étaient les lilas de Jean-Pierre Mocky
- 2018 : L'amour est une fête de Cédric Anger

#### Courts métrages
- 1976 : Elle s'appelle Alix de Stéphanie de Mareuil
- 1976 : Barres de Luc Moullet
- 1977 : Pauline. Epaulettes  de Stéphanie de Mareuil
- 1977 : Mémoires d'autres tombes de Raouf Chaibi
- 1977 : La Valse des médias de Luc Moullet
- 1978 : On achève bien les symphonies de Patrick Jeudy
- 1979 : Le Pinceau de marbre de Jean Abeillé
- 1983 : Le Tombeau des musiciens de Patrick Jeudy
- 1986 : Peintres de mort requise de Jean Abeillé
- 1987 : C'est l'amour de Stéphane Clavier
- 1987 : Vis-à-vis d'elle de Jean-Pierre Mocky
- 1988 : Nice is Nice de Jean-Pierre Mocky et Luc Moullet
- 1989 : Les Sièges de l'Alcazar de Luc Moullet
- 1990 : La Sept selon Jean et Luc de Luc Moullet
- 1990 : Cocktail de nuit d'Olivier Sauvy
- 1990 : La cabale des oursins de Luc Moullet
- 1992 : Irène et les présentiments de Stéphane Giret
- 1993 : La Lampe de Georges Walker
- 1993 : Le Sapin vosgien d'Olivier Phulpin
- 1994 : Moteur ! de Raphaël Lewandowski
- 1994 : Le Farfadet de Jean-Sébastien Zham
- 1995 : L'Épreuve de David Elkaïm
- 1996 : Le Carnet d'adresses de Benjamin Cartier et Marine Bertrand
- 1999 : L'Homme sans faim de Mathieu Zeinjdioglou
- 1999 : La Tarte aux poireaux de Lionel Pouchard
- 2000 : L'Homme des roubines de Gérard Courant
- 2000 : Cinématon N° 2007 de Gérard Courant
- 2006 : L'Institutriste d'Alice de Poncheville et Charles Castella
- 2014 : Assemblée générale de Luc Moullet
- 2020 : Pink Blues de Rose Turpin

### Télévision
- 1976 : Monsieur Zola de Stellio Lorenzi
- 1977 : La saison des voleurs de Michel Wyn
- 1977 : Madame Ex de Michel Wyn
- 1980 : Fenêtre sur  ... la folie ordinaire de Jean-Denis Bonan
- 1981 : L'Amérique de Benoît Jacquot
- 1981 : Un adolescent d'autrefois d'André Michel
- 1987 : Aktiv-tivi de François-Renaud Labarthe
- 1989 : Six Crimes sans assassins de Bernard Stora
- 1991 : Dis-moi qui tu hais court métrage de Jean-Pierre Mocky (diffusé dans la collection Myster Mocky présente, sur 13ème rue)
- 1992 : Nestor Burma, épisode Le soleil nait derrière le Louvre de Joyce Sherman Buñuel
- 1993 : Dose mortelle de Joyce Sherman Buñuel
- 1993 : Nestor Burma, épisode Brouillard sur le pont de Tolbiac de Jean Marbœuf
- 1993 : Un Bunuel mexicain, documentaire d'Emilio Maillé
- 1994 : Les femmes et les enfants d'abord de Sandra Joxe
- 2007 : Myster Mocky présente, épisodes Le farceur, La clinique Opale, Le pouvoir de l'ambition, Le matin de l'exécution
- 2008 : Myster Mocky présente, épisode Chantage à domicile, L'énergumène, Cellule insonorisée
- 2009 : Myster Mocky présente, épisodes La cadillac, Meurtres entre amies
- 2013 : Myster Mocky présente, épisode Trop froide

### Publicité
- 1975 : Karting de Gérard Pirès avec Brigitte Bardot
- 1981 : Vichy Saint-Yorre de Jean Becker

### Réalisateur
- 1979 : Le Pinceau de marbre (court-métrage)
- 1986 : Peintres de mort requise (court-métrage)